# Janusz Lekan
Janusz Lekan (5 de maig del 1962, Biłgoraj, Polònia) és un sacerdot catòlic de la diòcesi de Zamość-Lubaczów i professor associat de la Facultat de Teologia de la Universitat Catòlica de Lublin.

## Biografia
El 1981 es graduà a l'escola secundària de Biłgoraj. El mateix any començà els estudis al seminari major de Lublin. Fou ordenat diaca el 30 de març del 1986 i el 13 de desembre del 1986 fou ordenat.
La seva primera parròquia com a sacerdot fou la de la Divina Misericòrdia de Pulawy i a continuació la parròquia de Santa Jadwiga a Lublin. Entre el 1990 i el 1994 estudià a la Universitat de Navarra a Pamplona, on es doctorà en dogmàtica. Entre el 1994 i el 2003 fou el prefecte i vice-rector del seminari de la diòcesi de Zamość-Lubaczów.
El 22 de juny del 2010 defensà la tesi de l'habilitació en Teologia Dogmàtica. Des d'octubre del 2013 és el director de l'Institut de Teologia Dogmàtica al Departament de Cristologia i Personalisme Cristià, en l'actualitat com a professor associat a la Universitat Catòlica de Lublin. El 2 de juny del 2016 fou escollit vicedecà de la Facultat de Teologia de la Universitat Catòlica de Lublin.
És membre del Col·legi de Consultors i del Consell de la Diòcesi del Levític de Zamość-Lubaczów, així com editor de la Societat de Teòlegs dogmàtics "Teologia a Polònia".

## Publicacions destacades
- 2012 "Łaska Boża", Editorial KUL, Juan Luis Lorda, Janusz Lekan
- 2012 "Der präexistente Logos - Mariens Sohn - Erlöser des Menschen". Joseph Ratzinger Mittlerschaft-Theologie, Logos Et Música. En Honorem Summi Romani Ponfificis Benedicti XVI, pp. 199-222, Janusz Lekan
- 2010 "Jesucristo - el mediador de la salvación en la teología española postconciliar ", Editorial KUL, Janusz Lekan
- 2008 "Co mówią Pisma? Nowy Testament a Bóstwo Jezusa Chrystusa" Annals de teologia, Janusz Lekan